# Ferry Rotinsulu
Ferry Rotinsulu (ur. 28 grudnia 1982 w Palu) – piłkarz indonezyjski grający na pozycji bramkarza.

## Kariera klubowa
Karierę piłkarską Rotinsulu rozpoczął w klubie Persipal Palu. W jego barwach zadebiutował w trzeciej lidze Indonezji. W 2004 roku odszedł do zespołu Sriwijaya FC wywodzącego się z miasta Palembang. W jego barwach zadebiutował w indonezyjskiej pierwszej lidze. W 2008 roku został mistrzem kraju i zdobywcą Pucharu Indonezji. Puchar ten zdobył też w 2009 roku. W 2014 przeszedł do Persebaya Surabaya.

## Kariera reprezentacyjna
W reprezentacji Indonezji Rotinsulu zadebiutował w 2008 roku. Wcześniej w 2007 roku został powołany przez selekcjonera Iwana Kolewa do kadry na Puchar Azji 2007. Na tym turnieju był rezerwowym bramkarzem dla Jendry'ego Pitoya.